# Remo Bassini
Remo Bassini (Cortona, 23 settembre 1956) è uno scrittore e giornalista italiano.

## Biografia
Dall'età di 2 anni, Remo Bassini vive a Vercelli dove si è trasferito con la famiglia nel 1958; i genitori erano contadini mezzadri.
Dopo il diploma ha lavorato per 7 anni in fabbrica; nel 1982, pur continuando il lavoro di operaio, si è iscritto alla facoltà di Lettere dell'Università di Torino dove si è laureato con una tesi in storia del Risorgimento. In seguito ha lavorato come portiere di notte (esperienza che ispira qualche pagina dei suoi romanzi, per esempio in Il quaderno delle voci rubate). Nel 1986 inizia a collaborare con il giornale La Sesia, testata storica della città di Vercelli fondata nel 1871, fino a ricoprire il ruolo di direttore (dal 2005 al 2014). Ha collaborato con L'Indipendente (direzione Vimercati) e firmato pezzi, per lo più di cultura, sul Corriere Nazionale  e su il Fatto Quotidiano.
L'esordio come scrittore avviene nel 2002 con Il quaderno delle voci rubate, romanzo dalla lunga gestazione iniziato a scrivere nel 1996, che contiene spunti tratti dalle storie di persone che gravitano intorno alla redazione di un giornale di provincia. Il giallo politico  Lo scommettitore  fu “Libro del mese” del programma radiofonico Fahrenheit nel luglio 2006 e finalista del “Libro dell'anno” dello stesso programma.
Remo Bassini scrive in due blog, uno personale e uno sulla piattaforma de Il Fatto Quotidiano. Nel 2021 il suo romanzo Forse non morirò di giovedì si classifica al primo posto al Premio Letterario Internazionale Città di Cattolica, ex aequo con A una certa ora di un dato giorno di Mariantonia Avati.

## Opere

### Romanzi
- Il quaderno delle voci rubate, Vercelli, La Sesia Editrice, 2002.
- Dicono di Clelia, Mursia, 2006, ISBN 978-88-425-3566-9.
- Lo scommettitore, Fernandel, 2006,  p. 189, ISBN 978-88-87433-68-5.
- La donna che parlava con i morti, Newton Compton, 2007,  p. 238, ISBN 978-88-541-0962-9. ristampato: ed. Il vento antico, 2019
- Bastardo posto, Perdisa Pop, 2010,  p. 172, ISBN 978-88-8372-497-8.
- Il monastero della risaia, SenzaPatria, 2010,  p. 64, ISBN 978-88-97006-27-5.
- Vicolo del precipizio, Perdisa Pop, 2011,  p. 200, ISBN 978-88-8372-556-2.
- Vegan, Tlon, 2016,  p. 256, ISBN 978-88-99434-11-3.
- La notte del santo, Time Crime, 2017,  p. 226, ISBN 978-8866883449.
- La donna di picche, Fanucci, 2019,  p. 208, ISBN 9788-834737583.
- Il bar delle voci rubate, I buoni cugini ed., 2019,  p. 167, ISBN 9788-899102814. (revisione di Il quaderno delle voci rubate)
- Forse non morirò di giovedì, Golem Edizioni, 2021,  p. 192, ISBN 978-88-9291-016-4.
- La suora, Golem Edizioni, 2021,  p. 304, ISBN 978-88-9291-051-5.
- Il sentiero dei papaveri, Golem Edizioni, 2024,  p. 168, ISBN 978-88-9291-181-9.

### Raccolte di racconti
- Remo Bassini, Tamarri, Historica Edizioni, 2008, ISBN 978-88-903572-3-7. Contiene i racconti Tamarri, I mari del sud, Un tipo: alto alto, Se l'anima si sporca, Guardando le finestre illuminate, L'Augusto, La giacca, Padre strano.
- Remo Bassini, Buio assoluto, Historica Edizioni, 2015, ISBN 978-88-99241-24-7. Contiene i racconti Segreti di famiglia, Nel buio assoluto di un bagagliaio, Non ti scordar di me.

### Racconti
- La mia forza, in  Quaderno sportivo, Vercelli, S&A Libri, 2004.
- Mobbing di famiglia, in  Mobbing ottoracconti, Macerata, Fare Libri, 2007.
- Giovannone, con fumetti di Giuseppe Palumbo, in  Blog&Nuvole, Bologna, comma22, 2009.
- Tremo, in  Assedi e paure nella casa Occidente, Ascoli Piceno, SenzaPatria, 2010.
- Inculate, in  Cronache di inizio millennio, Historica, 2011.
- 1906: bandiere rosse che sembrava fiori, in  Ribelli, Fano, Robin edizioni, 2011.
- Sogno per due, in  L'occasione, Rende, Galaad Edizioni, 2012.